# Isabel II (1834)
El Isabel II fue el primer barco de vapor de ruedas de la Armada Española. Originalmente operó para el Imperio británico, bajo el mando de la naviera Quebec and Halifax Steam Navigation Company, con el nombre SS Royal William. En 1850, fue rebautizado como Santa Isabel, para dejar su antiguo nombre disponible para un nuevo buque.

## Construcción
Fue construido en Cape Blanc, Quebec (Canadá), empezados los trabajos el 2 de septiembre de 1830. Su casco fue fabricado en madera, según los planos de su diseñador, el arquitecto naval James Goudie. Fue bautizado como SS Royal William, en honor del rey Guillermo IV del Reino Unido, y botado el 27 de abril de 1831. Su aparato propulsor, fue montado en Montreal por Bennet & Henderson Foundry, donde llegó el casco del buque remolcado desde Quebec.

## Diseño
Se trataba de un buque con un desplazamiento de 1370 t y un registro neto de 363 t. Su eslora máxima era de 53,64 m; manga de 8,33 m, y 13,36 m en la parte externa de las cajas de las ruedas de palas y un puntal de 5,41 m. Tenía una cubierta corrida aparejado de goleta en el que las tracas superiores del casco fueron curvadas hacia fuera, a proa y popa, para envolver y proteger a las ruedas de paletas.
Su maquinaria era de balancín lateral. Cada máquina tenía un cilindro de 1295,4 mm de diámetro y 1524 mm de carrera, que desarrollaba 200 caballos nominales y 300 caballos indicados y  a la que suministraban el vapor tres calderas rectangulares con dos homos cada una de ellas. El vapor suministrado por dichas calderas tenía una presión de 27,58 KPa.
Las ruedas de paletas tenían un diámetro de 5,63 m y rotaban a 20 revoluciones por minuto. Cada una estaba dispuesta con 15 flotadores radiales fijos de 1,9 m de largo y 533 m de anchura. La velocidad normal del buque era de unos 8 nudos.
Los alojamientos y camarotes estaba situados bajo cubierta contando con unas 50 literas. El salón comedor ocupaba el round-house en cubierta. Tenía acomodación también para 80 pasajeros en clase inmigrante. La tripulación era de 36 hombres. El coste total del buque fue de 16 000 libras.

## Historial

### Servicio para Gran Bretaña

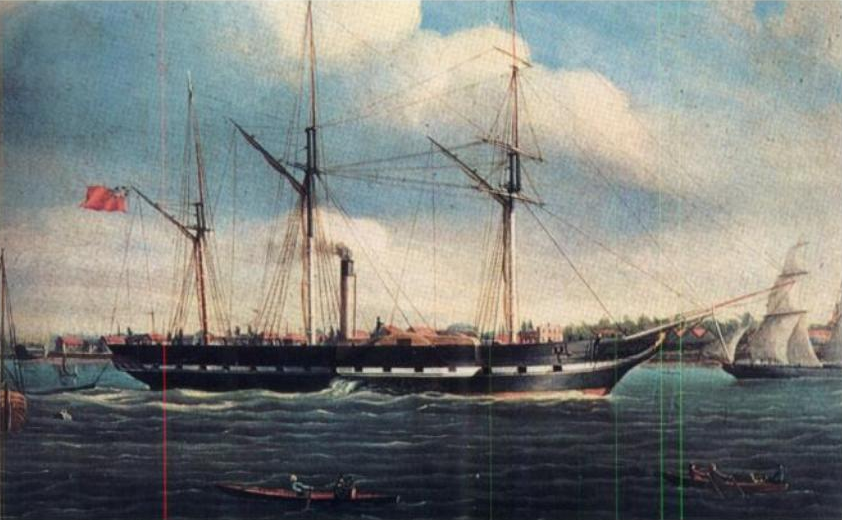
Pintura anónima del buque cuando operaba para Gran Bretaña con el nombre SS Royal William, c. 1834

Fue encargado en por la naviera Quebec & Halifax Steam Navigation Company, para utilizarlo como vapor de carga y pasaje en una línea regular entre Quebec y Mirarmichi (Nuevo Brunswick), la Isla del Príncipe Eduardo, y Halifax (Nueva Escocia), partiendo en su viaje inaugural el 24 de agosto de 1831. Entró en cuarentena en 1832 debido a la epidemia de cólera. Al comprobar sus propietarios lo poco lucrativo del negocio, decidieron vender el barco, siendo enviado a Boston, donde arribó el 17 de junio de ese año como el primer vapor británico en entrar en un puerto estadounidense. 
A su vuelta a Quebec se decidió enviar al buque a Londres para ponerlo en venta, zarpando del puerto de Pictou en Nueva Escocia, el 18 de agosto de 1833 con 7 pasajeros a bordo y cargado con 324 toneladas de carbón. Encontró un temporal cerca de Terranova que causó daños y puso fuera de servicio la máquina de estribor, estando el buque a punto de hundirse. No obstante, las bombas arrancaron y navegó durante diez días solo con la máquina de babor. Recorrió el Atlántico a una velocidad media de 6 nudos y el 6 de septiembre entró en Cowes para reparaciones. Después, continúo hacia el Támesis y alcanzó su destino en Gravesend el 12 de septiembre, después de 25 días de navegación utilizando exclusivamente su propulsión a vapor, demostrando la capacidad de aquellos primeros vapores para cruzar el Atlántico.
No fue hasta cinco años después que un buque cruzó el Atlántico utilizando únicamente la propulsión proporcionada por máquinas de vapor gracias al invento del condensador de superficie patentado por Samuel May, el cual, permitió que las calderas navales fueran alimentadas con agua dulce lo que les permitía estar en constante operación y no tener que parar cuando la caldera precisaba que se retirase la sal.
A su llegada a Londres, fue fletado por el Gobierno portugués para llevar sus tropas al servicio del rey Pedro I, y formó parte de la expedición que dio el trono de Portugal a María de la Gloria. Fue ofrecido a su marina de guerra que rechazó la oferta. Navegó entre Oporto y Lisboa y realizó un viaje a Cádiz para el Gobierno de Portugal. En su vuelta a Lisboa, el Capitán McDougall recibió órdenes de vender el vapor al Gobierno español.

### Adquisición para la Armada Española
Entre 1795 y 1825 la Armada pierde 22 navíos en combate, 10 en naufragios, 8 que se entregan a Francia y 39 que tienen que ser dados de baja por su mal estado. En el mismo periodo solo se dan de alta 11 buques, 6 franceses y 5 rusos, resultando los rusos inservibles por su mal estado de conservación. En el Estado General de la Armada de 1834 tan solo figuran 3 navíos, 4 fragatas y 5 corbetas, más algunas unidades menores.
A la muerte de Fernando VII, la Armada Española, apenas contaba con una treintena de unidades, algunas de ellas de dudoso valor militar. El gobierno, a través del embajador de España en Londres, el marqués de Miraflores instó para que se iniciaran las negociaciones oportunas destinadas a la compra de un vapor de ruedas con la intención de utilizarlos para reforzar la presencia naval en Guetaria y Bermeo para bloquear el flujo de armas que a través del Cantábrico lIegaba a los Carlistas, comprándose finalmente tres buques de distintas característica, uno de los cuales fue el Royal William, rebautizado como Isabel II.
Las negociaciones de su compra se lIevaron a cabo a través de la intermediación de la compañía "Wilcox & Anderson" consiguiéndose un contrato donde claramente se especificaba que sería en principio alquilado por tres meses por el pago de 20 libras diarias, pero si el buque quedaba inoperativo por distintas reparaciones, tan sólo se pagarían 10, acordándose una opción de compra por un importe de 10 000 libras que supusieron al cambio un millón de reales.

### Servicio en la Armada Española

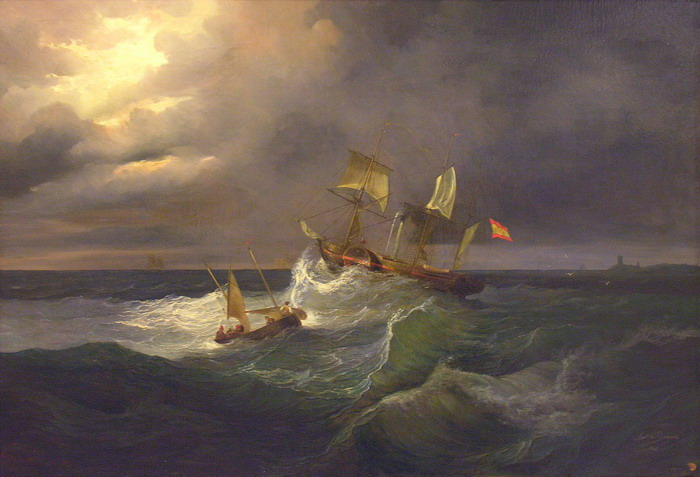
Óleo de Brugada representando al buque ya en la Armada Española (Real Academia de Bellas Artes de San Fernando).

El 15 de septiembre de 1834, quedó establecido el bloqueo de las costa cantábrica, incorporándose al mismo en septiembre del mismo año tras su llegada a Ferrol el 27 de septiembre procedente de Lisboa y bajo el mando del capitán británico Frederick Henry. El Isabel II, con la misión de impedir los envíos de armas y el ejercicio de la pesca desde puertos carlistas, abandonando dicha tarea poco después ante el mal estado de su casco y máquinas, por lo que se optó por enviar el buque de regreso a Inglaterra, donde se efectuaron las reparaciones.
El 14 de abril de 1839, cañoneó Zarauz, convirtiéndose en el primer buque a vapor del mundo en abrir fuego en combate. Ese mismo mes, se le reventó una caldera, volviendo a navegar tras realizar reparaciones de urgencia a comienzos de mayo El 10 de julio de dicho año, sorprendió a una flotilla de pesqueros de Bermeo y capturó a 10 de ellos, el resto fue a refugiarse al amparo de la fragata francesa Coquette que apareció en el lugar. A pesar de ser Francia aliada de España, la fragata aceptó la solicitud de amparo e impidió su captura por el vapor.
En 1840, de nuevo, el mal estado en que se encontraba su casco hizo que se enviara a carenar en esta ocasión a Burdeos. Allí se comprobó que el casco se encontraba completamente podrido, quedando como única solución reconstruir el casco completamente instalando su equipo propulsor en la nueva estructura, así como del resto de pertrechos aprovechables. El antiguo casco quedó en la ciudad francesa como pontón. Según algunos historiadores, consideran que el buque que salió de Burdeos, fue un buque totalmente nuevo con el mismo nombre, considerando otros que fue una gran reforma del original.
En 1850, fue rebautizado como Santa Isabel, tomando el nombre de Isabel II otro vapor de ruedas de nueva construcción y mayor tamaño.
Durante varios años, prestó servicio de guardacostas. El 16 de agosto de 1856, llegó a Valencia en dicho barco el príncipe Adalberto de Baviera, acompañado de la Comisión que fue a recibirle a Marsella. Auxilió el 13 de septiembre de 1857 al navío de guerra otomano A. Fathié, al que remolcó hasta Ferrol.
Formó parte de la escuadra que se formó en mayo de 1858 con motivo del viaje por mar de los reyes Isabel II y Francisco de Asís desde Alicante a Valencia, y estuvo presente, en septiembre del mismo año en la visita al Ferrol de la reina.
Durante la guerra de África, se incorporó a las fuerzas navales destacadas en dicha campaña, participando en el desembarco en Tetuán, el 13 de noviembre de 1859, y participó en el bombardeo de la ría de Tetuán el 29 de diciembre del mismo año.
Su carrera militar acabó bruscamente el 6 de enero de 1860, cuando naufragó en la bahía de Algeciras tras ser sorprendido por un temporal.

## Trivia
En agosto de 1933 el Canadian Post Office emitió una serie especial de sello sobre el Royal William para conmemorar el centenario de su cruce del Atlántico. El sello representa al buque en alta mar a todo vapor y tiene un valor nominal de 5 centavos.